# Manu Cockelaere
Emmanuel (Manu) Cockelaere (7 februari 2000) is een Belgisch hockeyer.

## Levensloop
Cockelaere kwam uit voor Waterloo Ducks. In 2020 maakte hij de overstap naar Royal Pingouin en sinds 2022 komt hij uit voor Royal Uccle Sport.
Daarnaast is de middenvelder actief bij het Belgisch zaalhockeyteam. Met de Indoor Red Lions nam hij onder meer deel aan de Europese kampioenschappen van 2022. Hij verving er Nelson Onana, die verstek moest geven wegens een knieblessure.